# Broumovsko Beskyttede Landskabsområde
Broumovsko beskyttede landskabsområde (tjekkisk: Chráněná krajinná oblast Broumovsko, forkortet CHKO Broumovsko) er et beskyttet landskabsområde i Hradec Králové - regionen i Tjekkiet, på grænsen til Polen. Den er opkaldt efter byen Broumov. Det højeste punkt er Čáp der er 785 moh.
Broumovsko har siden 1991 været et beskyttet landskabsområde. Det er kendt for sit æstetisk og økologisk værdifulde landskab: omfattende komplekser af sandstensklippeformationer samt kulturarv, som især omfatter religiøs og folkelig arkitektur.

## Geologi og natur
Broumovsko-beskyttede landskabsområde består af to forskellige geologiske formationer, det polske højland og Broumov-bassinet, adskilt af højderyggen af Broumov-murene. Klippernes dybe kolde kløfter understøtter et sjældent blomsterliv med rig alpin vegetation, mens der på klippeplateauerne kan findes varme og tørre fyrreskove.

## Seværdigheder
I mange århundreder blev området drevet af benediktinermunke fra Broumov Kloster; kulturlandskabet i Broumovsko-regionen var særligt påvirket af barokken. Der er et unikt sæt af ti barokke kirker bygget i det 18. århundrede i landsbyer omkring Broumov, på Broumovs klostergods, af berømte arkitekter, far og søn Christoph Dientzenhofer og Kilian Ignaz Dientzenhofer. Murede herregårde og landejendomme af Broumov-typen er også yderst bemærkelsesværdige.

## Små beskyttede områder
Der er flere mindre beskyttede områder i Broumovsko:
- Nationale naturreservater: Adršpach-Teplice-klipperne er et af de største områder med sandstensklippeformationer i Centraleuropa. Broumov-væggene er en 12 km lang bjergryg med klippevægge, der dykker stejlt mod Broumov-bassinet. Murene er kendt for deres unikke klippeformationer, og der er adskillige udsigtspunkter, herunder Hvězda med et barokkapel af Jomfru Maria.[6][7]
- Det nationale naturmonument: Polické stěny
- Naturreservater: Ostaš, Křížová cesta, Farní stráň
- Naturmonumenter: Borek, Kočičí skály , Šafránová stráň , Mořská transgrese (marin overtrædelse), Pískovcové sloupky (sandstenssøjler).

## Galleri
- Adršpach klipperne
- Teplice klipperne
- Božanov set fra naturreservatet Broumovské stěny
- Hvězda kapel
- Sankt Maria Magdalenekirken i Božanov
- Broumovsko folkearkitektur